# Мещеряков, Владимир Михайлович
Владимир Михайлович Мещеряков (20 марта 1937, пос. Калининский, Мытищинский район (ныне — город Королёв), Московская область, РСФСР, СССР — 16 февраля 1982, Москва) — советский футболист, защитник. Мастер спорта СССР.

## Биография
Воспитанник юношеской команды клуба «Зенит» (Калининград, Московская область), в 1955 году провёл 17 игр за клуб в Классе «Б». В следующем году перешёл в ленинградский «Зенит», за который в течение 7 сезонов сыграл 134 игры, забил два мяча. Затем играл за «Торпедо» Москва (1963—1965), «Шахтёр» Донецк (1965), «Спартак» Москва (1966), «Карпаты» (1967), «Металлург» Тула (1967—1969).
В 1970-х годах был тренером ФШМ. Скончался в 1982 году в возрасте 44 лет.

## Достижения
- Серебряный призёр чемпионата СССР (1964).